# Список міністрів закордонних справ Естонії

## Міністри закордонних справ Естонії
1. Яан Поска — (1918–1919);
2. Антс Пійп — (1919);
3. Адо Бірк — (1919–1920);
4. Каарел Роберт Пуста — (1920);
5. Адо Бірк — (1920);
6. Отто Штрандман — (1920–1921);
7. Антс Пійп — (1921–1922);
8. Олександр Хеллат — (1922–1923);
9. Фрідріх Акель — (1923–1924);
10. Отто Штрандман — (1924);
11. Каарел Роберт Пуста — (1924–1925);
12. Адо Бірк — (1925);
13. Антс Пійп — (1925–1926);
14. Ганс Рібані — (1926);
15. Фрідріх Акель — (1926–1927);
16. Олександр Хеллат — (1927);
17. Ганс Рібані — (1927–1928);
18. Яан Латтік — (1928–1931);
19. Яан Тиніссон — (1931–1932);
20. Михайло Пунг — (1932);
21. Аугуст Рей — (1933–1933);
22. Антс Пійп — (1933);
23. Юліус Сельямаа — (1933–1936);
24. Фрідріх Акель — (1936–1938);
25. Карл Селтер — (1938–1939);
26. Антс Пійп — (1939–1940);
27. Нігол Андерсен — (1940);
28. Ханс Круус — (1944–1950);
29. Рудольф Оендорф — (1950–1951);
30. Олексій Мюрісепп — (1951–1961);
31. Арнольд Карлович Грен — (1962–1990);
32. Леннарт Мері — (1990–1992);
33. Яан Манітські — (1992);
34. Трівімі Веллісте — (1992–1994);
35. Юрі Луйк — (1994–1995);
36. Рійво Сініярв — (1995);
37. Сіім Каллас — (1995–1996);
38. Томас Гендрік Ільвес — (1996–1998);
39. Рауль Мяйк — (1998–1999);
40. Томас Гендрік Ільвес — (1999–2002);
41. Крістійна Оюланд — (2002–2005);
42. Яак Яксерт — (2005);
43. Рейн Ланг — (2005);
44. Урмас Пает — (2005—2014).
45. Кейт Пентус-Розіманнус — (2014—2015);
46. Марина Кальюранд — (2015—2016);
47. Юрґен Ліґі[en] — (2016);
48. Свен Міксер — (2016—2019);
49. Урмас Рейнсалу — (2019—2021);
50. Ева-Марія Лійметс — (26 січня 2021 — 3 червня 2022);
51. Андрес Сутт[en] (3 червня 2022 — 18 липня 2022, в. о.);
52. Урмас Рейнсалу (18 липня 2022 — 17 квітня 2023).
53. Маргус Тсахкна (з 17 квітня 2023).